# Paulo Roberto Falcão
Paulo Roberto Falcão (* 16. října 1953, Abelardo Luz) je bývalý brazilský fotbalista a trenér. Hrával na pozici středního záložníka. Pelé ho roku 2004 zařadil mezi 125 nejlepších žijících fotbalistů.
S brazilskou fotbalovou reprezentací získal bronzovou medaili na mistrovství Jižní Ameriky roku 1979 a zúčastnil se mistrovství světa roku 1982 a mistrovství světa 1986. Za národní tým celkem odehrál 34 utkání a vstřelil 7 branek.
V letech 1980-1985 hrál za AS Řím, s nímž získal titul italského mistra (1982/83) a dvakrát vyhrál italský pohár (1981, 1984).
Po skončení hráčské kariéry se stal trenérem. V letech vedl 1990-1991 vedl jako trenér brazilskou reprezentaci a vybojoval s ní stříbrnou medaili na Copa Américe (mistrovství Jižní Ameriky). Roku 1994 též krátce vedl reprezentaci Japonska. Jinak trénoval různé jihoamerické kluby (Club América, SC Internacional, EC Bahia).